# Нижнівська сільська рада (Росія)
Ни́жнівська сільська рада (рос. Нижневский сельский совет) — сільське поселення у складі Куртамиського району Курганської області Росії.
Адміністративний центр — село Нижнє.
Населення сільського поселення становить 1773 особи (2017; 1927 у 2010, 2335 у 2002).

## Склад
До складу сільського поселення входять:
| Населений пункт      | Населення, осіб (2002) | Населення, осіб (2010) |
| -------------------- | ---------------------- | ---------------------- |
| Губанова, присілок   | 23                     | 15                     |
| Коновалова, присілок | 480                    | 356                    |
| Кочаріно, присілок   | 44                     | 37                     |
| Малетіно, присілок   | 255                    | 238                    |
| Нижнє, село          | 1182                   | 1018                   |
| Перевалово, присілок | 351                    | 263                    |